# Inverness
Inverness (/ˌɪnvərˈnɛs/ (); škotsko Innerness; iz škotskogelsko Inbhir Nis, dob. 'ustje reke Ness') je eno od osmih mest na Škotskem in je v Škotskem višavju, status mesta je dobil leta 2000. Je upravno središče sveta Višavja (The Highland Council) in velja za glavno mesto Višavja.
V zgodovini je služil kot okrajno mesto okrožja Inverness-Shire. Inverness leži blizu dveh pomembnih prizorišč bitke: bitke pri Blàr nam Fèinne proti Norveški iz 11. stoletja, ki je potekala na Airdu, in bitke pri Cullodenu iz 18. stoletja, ki je potekala na Culloden Moorju. Je najsevernejše mesto v Združenem kraljestvu in leži znotraj Great Glena (Gleann Mòr) na njegovem severovzhodnem koncu, kjer se reka Ness izliva v Beauly Firth. Najpozneje je bilo naselje ustanovljeno v 6. stoletju, prvo kraljevo listino pa je podelil Dabíd mac Maíl Choluim (kralj David I. Škotski) v 12. stoletju. Inverness in Inverness-shire sta tesno povezana z različnimi vplivnimi klani, vključno s klanom Mackintosh, klanom Fraser in klanom MacKenzie.
Prebivalstvo Invernessa je naraslo s 40.969 leta 2001 na 46.969 leta 2012, glede na World Population Review. Območje Greater Inverness, vključno s Cullodenom in Westhillom, je leta 2012 imelo 56.969 prebivalcev. Leta 2016 je imelo 63.320 prebivalcev. Inverness je eno najhitreje rastočih mest v Evropi, saj v njem ali njegovi okolici živi četrtina prebivalcev Highlanda. Leta 2008 je bil Inverness uvrščen na peto mesto med 189 britanskimi mesti glede na kakovost življenja, kar je najvišje od vseh škotskih mest.

## Prazgodovina in arheologija
Veliko tega, kar je znanega o prazgodovini Invernessa, izvira iz arheoloških del, ki potekajo pred gradnjo/razvojnimi deli kot del procesa načrtovanja.
Med letoma 2009 in 2010 je arheološko delo pred vzpostavitvijo zaščite pred poplavami južno od mesta na kmetiji Knocknagael s strani GUARD Archaeology odkrilo arheološko najdišče, ki je pokazalo, da so ljudje živeli na območju Invernessa vsaj od leta 6500 pred našim štetjem, poznega obdobja mezolitika. Na istem mestu so bili prikazani ljudje, ki so živeli/delali na tem območju od sredine 7. tisočletja pr. n. št. do mlajše železne dobe (1. tisočletje n. št.), večina dejavnosti pa se je odvijala v zgodnjem neolitiku (4. tisočletje pr. n. št.). Arheologi so našli tudi kos kremena iz Yorkshira, ki je pokazal, da so ljudje v Invernessu med neolitikom morda trgovali z Yorkshirom.
Med letoma 1996–1997 je CFA Archaeology (takrat del Univerze v Edinburghu) pred izgradnjo trgovskega in poslovnega parka izkopavala oznake posevkov na zahodu Invernessa. Leta 1996 so odkrili bronastodobno grobišče, leta 1997 pa so arheologi našli ostanke bronastodobne naselbine in železnodobne naselbine z železarno. Je eden najzgodnejših primerov kovanja železa na Škotskem. Železnodobna naselbina je imela rimske broške iz 1.–2. stoletja našega štetja, ki kažejo na trgovino z Rimskim cesarstvom. Podobno je najdišče iz bronaste dobe kazalo znake proizvodnje kovin: najdbe so vključevale keramične modele za ulivanje poznobronastodobnih mečev v obliki listov. Leta 1983 južno od Torveana so našli 2,9 kg težko srebrno verigo iz let 500–800 našega štetja.

## Zgodovina

### Pikti
Inverness je bil eno glavnih utrdb Piktov in leta 569 ga je obiskal sv. Kolumban z namenom spreobrniti piktskega kralja Brudeja, ki naj bi prebival v vitrificirani utrdbi na Craig Phadrig na zahodnem robu mesta. Cerkev ali meniško celico naj bi ustanovili zgodnji keltski menihi na gori svetega Mihaela, gomili blizu reke, kjer je zdaj Stara visoka cerkev sv. Štefana in pokopališče.

### Srednji vek
Prvo kraljevo listino je podelil Dabíd mac Maíl Choluim (kralj David I. Škotski) v 12. stoletju. Galski kralj Mac Bethad Mac Findláich (MacBeth), čigar umor kralja Duncana v 11. stoletju je bil ovekovečen v Shakespearovi pretežno izmišljeni igri Macbeth, je imel grad v mestu, kjer je vladal kot Mormaer iz Moraya in Rossa.
Grad Inverness naj bi zgradil Máel Coluim III. (Malcolm III. Škotski), potem ko je do tal zravnal grad, v katerem je Mac Bethad mac Findláich po veliko kasnejšem izročilu umoril očeta Máela Coluima Donnchada (Duncan I.), ki je stal na hribu približno 1 km severovzhodno.
Strateška lokacija Invernessa je povzročila številne konflikte na tem območju. V zgodnjem 11. stoletju naj bi prišlo do bitke med Malcolmom III. in Thorfinnom Mogočnim pri Blar Nam Feinneju, jugozahodno od mesta.
Inverness je imel štiri tradicionalne sejme, med drugim Legavrik ali Leth-Gheamhradh, kar pomeni sredi zime, in Faoilleach. Viljem Lev (um. 1214) je Invernessu podelil štiri listine, z eno izmed njih pa je bil ustanovljen kot kraljevo mesto. Od dominikanskega samostana, ki ga je leta 1233 ustanovil Aleksander III. Škotski, sta ohranjena samo en steber in obrabljena viteška podoba na osamljenem pokopališču v bližini mestnega središča.
Srednjeveški Inverness je bil deležen rednih napadov s Hebridov, zlasti MacDonald Lords of the Isles v 15. stoletju. Leta 1187 je neki Dòmhnall Bàn (Donald Ban) vodil otočane v bitki pri Torveanu proti možem z gradu Inverness, ki jih je vodil guvernerjev sin Donnchadh Mac an Tòisich (Duncan Mackintosh). Oba voditelja sta bila ubita v bitki, Dòmhnall Bàn pa naj bi bil pokopan v velikem kamnu blizu reke, blizu mesta, kjer so našli srebrno verigo. Lokalno izročilo pravi, da so se državljani leta 1340 v bitki pri Blairnacoiju na hribu Drumderfit, severno od Invernessa čez Beauly Firth, borili proti klanu Donald. V poznem 14. in zgodnjem 15. stoletju je bil Inverness simbol moči vojvode Albanyja. Na poti v bitko pri Harlawu leta 1411 je Donald of Islay zavzel mesto in požgal most čez Moray Firth. Šestnajst let pozneje je Jakob I. Škotski imel parlament v gradu, na katerega so bili poklicani severni poglavarji, od katerih so bili trije aretirani, ker so se uprli kraljevemu ukazu. Klan Munro je premagal klan Mackintosh leta 1454 v bitki pri Clachnaharryju zahodno od mesta. Klan Donald in njihovi zavezniki so vdrli v grad med napadom na Ross leta 1491.

### Postsrednjeveški
Leta 1562, med napredovanjem zatiranja Huntlyjeve vstaje, je Mariji, škotski kraljici, guverner, ki je pripadal grofovi frakciji, zavrnil vstop v grad Inverness, in ki ga je pozneje dala obesiti. Klan Munro in klan Fraser iz Lovata sta zavzela grad zanjo. Hiša, v kateri je medtem živela, je stala na ulici Bridge Street do 1970-ih, ko so jo porušili, da bi naredili prostor za drugo razvoj ulice Bridge Street.
Onkraj takratne severne meje mesta je Oliver Cromwell zgradil citadelo, ki je lahko sprejela 1000 mož, vendar je bila z izjemo dela obzidja porušena ob obnovi. Stolp z uro, ki se danes imenuje Cromwellov stolp, je na območju Citadele v Invernessu, vendar je bil dejansko del nekdanje tovarne konoplje, zgrajene l. 1765.
Inverness je igral vlogo pri jakobitskem uporu leta 1689. V začetku maja ga je oblegal kontingent jakobitov, ki jih je vodil MacDonell iz Keppocha. Mesto je dejansko rešil vikont Dundee, glavni jakobitski poveljnik, ko je prispel z glavno jakobitsko vojsko, čeprav je od Invernessa zahteval, da izpove zvestobo kralju Jakobu VII.

### 18. in 19. stoletje
Leta 1715 so Jakobiti zasedli kraljevo trdnjavo kot vojašnico. Leta 1727 je vlada tukaj zgradila prvo utrdbo Fort George, ki pa se je leta 1746 predala Jakobitom in ti so jo razstrelili. Culloden Moor leži v bližini in je bil kraj bitke pri Cullodenu leta 1746, ki je končala jakobitsko vstajo v letih 1745–46.
Leta 1783, v letu, ko se je končala ameriška revolucija in začelo Highland Clearances v Invernessshireu, je Cionneach MacCionnich (1758-1837), pesnik iz klana MacKenzie, rojen v Castle Leather blizu Invernessa, zložil galsko pesnitev Žalost severa (The Lament of the North). V pesmi se MacCionnich norčuje iz višavskega plemstva, ker so postali odsotni posestniki, množično izselili svoje najemnike v korist ovc in »neuporabno zapravljali svoje bogastvo« v Londonu. Angleškega kralja Jurija III. obtožuje tiranije in vodenja državne ladje v brodolom. MacCionnich prav tako trdi, da je resnica na strani Georgea Washingtona in celinske vojske in da bi bilo dobro, da bi se škotski Galci izselili v Novi svet, preden jim kralj in veleposestniki vzamejo vse farthinge, ki jim ostanejo.

### 20. in 21. stoletje
Dvorana za urjenje Rose Street je bila dokončana okoli leta 1908.
7. septembra 1921 je v mestni hiši Inverness potekala prva seja britanskega kabineta zunaj Londona, ko je David Lloyd George, na počitnicah v Gairlochu, sklical izredno sejo, da bi razpravljali o razmerah na Irskem. Invernessova formula, sestavljena na tem srečanju, je bila osnova anglo-irske pogodbe.
Inverness je v 21. stoletju doživel hitro gospodarsko rast - med letoma 1998 in 2008 sta Inverness in ostalo osrednje Višavje pokazala največjo rast povprečne gospodarske produktivnosti na osebo na Škotskem in drugo največjo rast v Združenem kraljestvu kot celoti, s povečanjem za 86 %.
Leta 1975 je bilo nagrajeno z Nicholson Trophy (kategorija 2) za najboljše mesto z med 20.000 in 50.000 prebivalci na tekmovanju Britain in Bloom. Leta 2014 je raziskava nepremičninskega spletnega mesta Inverness opisala kot najsrečnejše mesto na Škotskem in drugo najsrečnejše mesto v Združenem kraljestvu. Nova študija leta 2015 je ponovno ugotovila, da je Inverness najsrečnejši kraj na Škotskem.

## Geografija
Inverness leži ob izlivu reke Ness (ki priteče iz bližnjega jezera Loch Ness) in na jugozahodnem koncu Moray Firth. Mesto leži na koncu Great Glen z Loch Ness, Loch Ashie in Loch Duntelchaig na zahodu. Invernessov Kaledonski prekop tudi poteka skozi Great Glen in povezuje Loch Ness, Loch Oich in Loch Lochy.
Otoki Ness (škotska gelščina Na h-Eileanan Nis), park v javni lasti, sestavljata dva gozdnata otoka, povezana z brvmi, in se od leta 1840 uporablja kot kraj za rekreacijo. Craig Phadraig, nekoč starodavno galsko in piktsko gradišče, je 240 m hrib, ki ponuja pohode po čisti poti skozi gozdnat teren.
Inverness leži na prelomnici Great Glen Fault. Približno vsaka 3 leta so manjši potresi, ki jih domačini običajno ne opazijo. Zadnji potres, ki je prizadel Inverness, je bil leta 1934.

### Podnebje
Kot večina Združenega kraljestva ima Inverness oceansko podnebje (Köppen: Cfb). Podnebje je tukaj hladnejše kot v bolj južnih delih Britanije. Najvišja zabeležena temperatura je bila 29,7 °C julija 2006 in junija 2018, najnižja zabeležena temperatura pa je bila -18,7 °C januarja 2010. Običajno se najtoplejši dan v letu dvigne do okoli 25 °C, najhladnejša noč pa pade na okoli –11 °C. Za podnebje na tem območju so značilne relativno majhne razlike med najvišjimi in nizkimi letnimi temperaturami ter zadostna količina padavin skozi vse leto.

## Mestna pokrajina
Pomembne stavbe v Invernessu so grad Inverness in različne cerkve. Grad je bil zgrajen leta 1835 na mestu svojega srednjeveškega predhodnika. Do 30. marca 2020 je bilo v njem šerifovo sodišče v Invernessu: to je zdaj prestavljeno v pravosodni center v Invernessu.
Stolnica v Invernessu, posvečena svetemu Andreju, je stolnica škotske škofovske cerkve in sedež ordinarija škofije Moray, Ross in Caithness. Katedrala ima nenavadno kvadraten videz svojih stolpičev, saj je zmanjkalo sredstev, preden so jih lahko dokončali.
Najstarejša cerkev je Stara visoka cerkev sv. Štefana na gori svetega Mihaela ob reki, mestu, ki se je morda uporabljalo za bogoslužje že od keltskih časov. Cerkveni stolp je iz srednjega veka, zaradi česar je najstarejša ohranjena stavba v Invernessu. Uporablja ga kongregacija Škotske cerkve Old High St Stephen's v Invernessu in je prizorišče letnega Kirkinga sveta, ki se ga udeležijo lokalni svetniki.
Na tem območju ni katoliške stolnice, saj je stolnica škofije (sv. Marije) v Aberdeenu, sedežu škofije Aberdeen. Katoliško prebivalstvo oskrbujeta dve župnijski cerkvi: St Mary's, Inverness, ustanovljena leta 1837, je starejša od obeh in prva katoliška cerkev, ustanovljena v Invernessu po reformaciji. Cerkev sv. Niniana je bila zgrajena v 1960-ih in 1970-ih.
Zapor Porterfield, uradno HMP Inverness, služi sodiščem Highlands, Western Isles, Orkney Isles in Moray ter zagotavlja varno skrbništvo za vse pripornike in odrasle zapornike za krajši čas, moške in ženske, ki so ločeni.